# بخش لیبرتی (شهرستان ناکس، اوهایو)
بخش لیبرتی (به انگلیسی: Liberty Township) یک منطقهٔ مسکونی در ایالات متحده آمریکا است که در شهرستان ناکس، اوهایو واقع شده‌است.
 بخش لیبرتی ۶۶٫۹ کیلومتر مربع مساحت و ۱٬۷۱۶ نفر جمعیت دارد و ۴۲۱ متر بالاتر از سطح دریا واقع شده‌است.